# Karpowo-Nadeżdynka
Karpowo-Nadeżdynka (ukr. Карпово-Надеждинка) – wieś na Ukrainie, w obwodzie donieckim, w faktycznie niefunkcjonującym rejonie donieckim, od 2014 pod kontrolą marionetkowej, zależnej od Rosji Donieckiej Republiki Ludowej. W 2001 liczyła 629 mieszkańców.